# Kulstötning för damer i friidrott vid olympiska sommarspelen 1976
Damernas kulstötning vid olympiska sommarspelen 1976 i Montréal avgjordes den 31 juli. 

## Medaljörer
| Gren        | Guld                        | Guld    | Silver                            | Silver  | Brons                                | Brons   |
| Kulstötning | Ivanka Hristova · Bulgarien | 21,16 m | Nadezjda Tjizjova · Sovjetunionen | 20,96 m | Helena Fibingerová · Tjeckoslovakien | 20,67 m |

## Resultat

### Final
| Placering | Kulstötare                  | Försök | Försök | Försök | Försök | Försök | Försök | Längd   | Noteringar |
| Placering | Kulstötare                  | 1      | 2      | 3      | 4      | 5      | 6      | Längd   | Noteringar |
| --------- | --------------------------- | ------ | ------ | ------ | ------ | ------ | ------ | ------- | ---------- |
| 1         | Ivanka Hristova (BUL)       | 19.96  | 20.88  | 20.67  | 20.47  | 21.16  | 20.19  | 21.16 m |            |
| 2         | Nadezjda Tjizjova (URS)     | 20.84  | 20.96  | X      | X      | 14.16  | X      | 20.96 m |            |
| 3         | Helena Fibingerová (TCH)    | X      | 19.68  | 20.15  | X      | 20.67  | X      | 20.67 m |            |
| 4         | Marianne Adam (GDR)         | 20.55  | X      | X      | X      | 18.15  | 19.50  | 20.55 m |            |
| 5         | Ilona Slupianek (GDR)       | 20.52  | 19.78  | 19.65  | 19.80  | 19.72  | 20.54  | 20.54 m |            |
| 6         | Margitta Droese (GDR)       | X      | 17.53  | 19.15  | X      | 19.64  | 19.79  | 19.79 m |            |
| 7         | Eva Wilms (FRG)             | X      | 19.11  | 19.29  | 19.29  | X      | X      | 19.29 m |            |
| 8         | Elena Stojanova (BUL)       | 18.89  | 18.50  | 18.85  | X      | X      | 18.61  | 18.89 m |            |
|           |                             |        |        |        |        |        |        |         |            |
| 9         | Svetlana Kratjevskaja (URS) | X      | 18.11  | 18.36  |        |        |        | 18.36 m |            |
| 10        | Faina Melnik (URS)          | 17.46  | 17.77  | 18.07  |        |        |        | 18.07 m |            |
| 11        | María Elena Sarría (CUB)    | X      | 16.31  | X      |        |        |        | 16.31 m |            |
| 12        | Maren Seidler (USA)         | 14.63  | 15.60  | X      |        |        |        | 15.60 m |            |
| 13        | Lucette Moreau (CAN)        | 14.79  | 14.87  | 15.48  |        |        |        | 15.48 m |            |